# Komfortelektronik
Zur Komfortelektronik zählen alle elektrischen und elektronischen Bauteile und Baugruppen in Kraftfahrzeugen, die den Komfort der Insassen oder die allgemeine Sicherheit des Fahrzeugs erhöhen.
Dies sind z. B. Zentralverriegelung, Radio, Telefon, Sitzheizung, elektrische Fensterheber, Spiegel- und Sitz-Memory, Navigationssysteme, Sitzbelüftung oder -massage, elektrische Verdeckbetätigung (Cabriolet).
Die Steuergeräte der Komfortelektronik, auch Komfortsystem genannt, sind in modernen Kraftfahrzeugen meist über einen eigenen CAN-Bus miteinander verbunden – den sog. Komfort-CAN. Da dieser mit unterschiedlicher Geschwindigkeit im Vergleich zum Antriebs-CAN (Motor-, Getriebe-, ABS-Steuergerät usw.) arbeitet, bildet ein Gateway-Steuergerät die Schnittstelle zwischen beiden Systemen, so dass das Signal der Fahrgeschwindigkeit vom ABS-Steuergerät auch zur Berechnung der geschwindigkeitsabhängigen Lautstärkenanhebung im Radio verwendet werden kann. Die Trennung hat aber auch Sicherheitsgründe.